# Papa Clemente VI
O Papa Clemente VI, nascido Pierre Roger, O.S.B. (Rosiers-d'Égletons, cerca de 1291 — Villeneuve-lès-Avignon, 6 de dezembro de 1352), foi Papa da Igreja Católica e Soberano dos Estados Papais. O seu pontificado decorreu de 7 de maio de 1342 até a data da sua morte. Foi o quarto Papa do Papado de Avinhão. Era Monge Beneditino.
Tal como os seus antecessores, era dedicado às causas francesas. Em 1347 canonizou Santo Ivo (1253 - 1293), patrono dos advogados, procuradores, juízes, juristas, notários, órfãos e abandonados. A 20 de outubro de 1349 proibiu os flagelantes, uma seita da zona do Reno que emergiu na altura da Peste Negra. Sobreviveu a esta epidemia, primeiro seguindo os conselhos dos seus médicos de se rodear de piras, e depois retirando-se para o campo, perto de Avinhão.
Escreveu a bula 'Unigenitus' (27 de janeiro de 1343), para justificar o poder papal e a concessão de indulgências. Este documento foi usado na defesa das indulgências muitos anos depois, quando Martinho Lutero afixou as suas 95 teses em Wittenberg, em 1517.